# Liwa Fatemijun
Liwa Fatemijun (pers. ‏لواء فاطمیون‎, tłum. Brygady Fatymidów) – formacja paramilitarna skupiająca walczących w Syrii szyickich bojowników pochodzenia afgańskiego.

## Historia
Grupa powstała przy wsparciu Iranu w 2014 roku, oficjalnie celem ochrony grobu Zajnab, najstarszej córki Fatimy, znajdującego się w As-Sajjida Zajnab.
W 2019 roku grupa została uznana za organizację terrorystyczną przez USA i Kanadę.